# Athyrium mohillense
Athyrium mohillense là một loài thực vật có mạch trong họ Woodsiaceae. Loài này được (Fée) Tardieu miêu tả khoa học đầu tiên năm 1957.